# Fairfield (Connecticut)
Fairfield je severoamerické město ve státě Connecticut, sídlo okresu Fairfield County, součást hartfordské arcidiecéze. Sousedními městy jsou Bridgeport, Trumbull, Easton, Weston a Westport podél Zlatého pobřeží (Gold Coast). Město patří mezi nejstarší ve Spojených státech a má silnou náboženskou tradici.

## Administrativní uspořádání
Město sestává z následujících místních částí: Fairfield Center/Downtown Fairfield; Fairfield Beach; Grasmere; Greenfield Hill; Lake Hills; Mill Plain; Murray; Sasco Hill and Beach; Southport; Stratfield Village a Tunxis Hill.

## Historie

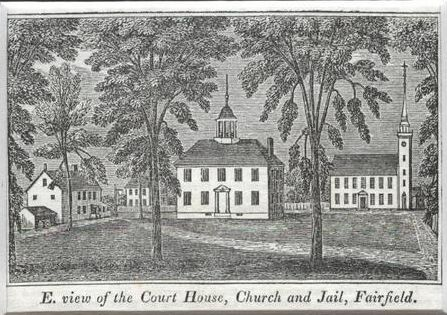
Budova radnice a kostela kolem roku 1840

V roce 1635 sem přesídlili puritáni a kongregacionisté z kolonie Massachusetts Bay, kteří byli nespokojení s anglikánskou reformou církve, a proto založili církevní společenství podle vlastních předpisů. Massachusettský soud jim udělil povolení usadit se ve městech Windsor, Wethersfield a Hartford, což je oblast nynějšího Connecticutu. Osadníci 14. ledna 1639 přijali svůj soubor právních a správních předpisů nazvaný Fundamental Orders a jeho tvůrce Roger Ludlowe koupil pro osadu pozemek s původně indiánským názvem Unquowa. Sídlo bylo později přejmenováno na Fairfield (česky: pole spravedlivých). Prvním centrem obce se stala pevnost Black Rock.
Během americké války za nezávislost vtrhla 6. července roku 1779 do města britská jednotka 2000 vojáků pod vedením generála Williama Tryona, obsadila pevnost a většinu staveb města vypálila. Tragédie přinesla šest desítek obětí a vstoupila do amerických dějin pod názvem Vypálení Fairfieldu 1779. Náboženský charakter města byl zachováván až do pozdního 19. století.

## Současnost
Zajímavostí městské správy je paritní zastoupení muže a ženy ve vedení města. Město si zachovalo krásné přírodní okolí a kulturní prostředí, pro které bylo vyhledáváno umělci. V posledních letech nabývá opět někdejší rezidenční charakter, podle pobřeží se staví obytné domy a letní rezidence.

## Hospodářství
Jde převážně o průmyslové město, hlavním podnikem je závod General Electric. Turistický ruch se rozvinul od 19. století podél pobřeží oceánu.

## Kultura a památky
- První chrám kongresové církve
- Chrám Nejsvětější Trojice
- Radnice

První chrám kongresové církve v Southportu, Fairfield

- Farfield Museum and Historical Center
- Budova Historické společnosti Historical Society
- Budova knihovny

## Školství
Církev ve městě provozuje několik základních a tři střední školy. Dále je sídlem dvou univerzit:
- Fairfield University – soukromá univerzita, založená jezuity roku 1942; provozuje také univerzitní muzeum umění (Fairfield University Art Museum)
- Sacred Heart University – první katolická univerzita v USA, založená roku 1963; náleží do hartordské arcidiecéze, některé fakulty sídlí v Hartfordu

## Osobnosti
- Henry Fairfield Osborn (1857–1935) – americký geolog a paleontolog
- Richard Rodgers (1902–1979) – americký hudební skladatel, autor muzikálů a populárních písní
- Robert Penn Warren (1905–1989) – americký básník, spisovatel a pedagog
- Michael Weatherly (* 1968) – americký herec
- Meg Ryan (* 1961) americká herečka, narodila se zde